# Monsieur Ibrahim et les Fleurs du Coran
Pour le film du même nom, voir Monsieur Ibrahim et les Fleurs du Coran (film).
Monsieur Ibrahim et les Fleurs du Coran est un récit de l’écrivain franco-belge Éric-Emmanuel Schmitt publié aux éditions Albin Michel qui relate une enfance dans les années 1960 à Paris, et le lien entre un épicier musulman et un adolescent juif. Il l’a écrit pour Bruno Abraham-Kremer, metteur en scène et comédien de la pièce à la création.

## Origine de l'ouvrage
Monsieur Ibrahim et les Fleurs du Coran est le récit autobiographique fictif de la vie d'un jeune Parisien, dont les parents se sont séparés et qui vit chez son père. L'auteur s’inspire de l'enfance de Bruno Abraham Kremer pour le personnage de Moïse, ainsi que de son propre grand-père pour M. Ibrahim, qui tient l'épicerie du coin. Le narrateur est Momo, devenu adulte, qui se remémore son enfance.
En 1999, l'histoire est écrite pour Bruno Abraham-Kremer comme un volet de sa Trilogie de l'Invisible qui a pour sujet les religions,. Elle paraît aux éditions Albin Michel en 2001, à l’occasion du Festival d'Avignon et constitue le deuxième volume du Cycle de l'invisible d’Éric-Emmanuel Schmitt.
Certains aspects de Monsieur Ibrahim et les Fleurs du Coran évoquent le roman La Vie devant soi de Romain Gary,,.

## Adaptation
En 2001, le monologue est interprété et mis en scène par Bruno Abraham-Kremer (plus de 600 représentations).
En 2003, le récit a été adapté pour le cinéma par le réalisateur François Dupeyron : Monsieur Ibrahim et les Fleurs du Coran. Omar Sharif a reçu le César du meilleur acteur en 2004 pour le rôle de monsieur Ibrahim.
En 2004, ce récit connaît une édition visant le public scolaire français (classes de 3e en collège et de lycée professionnel). En Allemagne, il est devenu un livre d'école, en français langue étrangère, dans une édition annotée pour le vocabulaire.
En 2007, le récit a également fait l'objet d'une reprise théâtrale en Belgique avec Michel Kacelenenbogen.
En 2012, Francis Lalanne interprète le monologue dans une mise en scène d'Anne Bourgeois au Théâtre Rive Gauche. Eric-Emmanuel Schmitt le remplace quelques soirs et interprète régulièrement ce rôle en France et à l'étranger notamment en Italie en 2016 ou au Québec en 2017.

## Éditions
Édition imprimée originale
- Éric-Emmanuel Schmitt, Monsieur Ibrahim et les fleurs du Coran, Paris, éd. Albin Michel, 13 juin 2001, 96 p., 130mm x 200mm (ISBN 978-2-226-12626-9)

Édition imprimée au format de poche
- Éric-Emmanuel Schmitt, Monsieur Ibrahim et les fleurs du Coran, Paris, Librairie générale française, coll. « Le Livre de poche » (no 30935), 28 mars 2012, 96 p., 18 cm (ISBN 978-2-253-16663-4)

Livre audio
- Éric-Emmanuel Schmitt, Monsieur Ibrahim et les fleurs du Coran, Paris, Audiolib, 11 octobre 2017 (ISBN 978-2-36762-448-8)Texte intégral; narrateur: Éric-Emmanuel Schmitt ; support : 2 disques compacts audio MP3 ; durée : 2 h 46 min environ ;

Édition scolaire annotée
- Éric-Emmanuel Schmitt, Monsieur Ibrahim et les fleurs du Coran, Paris, Magnard, coll. « Classiques & Contemporains » (no 57), juin 2004, 112 p. (ISBN 978-2-210-75467-6)

## Traductions
Le récit a été traduit dans une cinquantaine de langues et publié dans plus de 50 pays.